# 喬珮琛
喬珮琛（Rachael Margaret Grinham，1977年1月22日—），出生於昆士蘭，澳洲職業壁球运动员，曾於2007年贏得世界壁球錦標賽冠軍，亦曾於2003、2004、2007及2009年贏得英國公開賽冠軍，於2004年8月曾連續16個月排名世界第一。胞妹喬蒂莉亦是世界頂級的壁球員。 